# The Underwater Menace
The Underwater Menace é o quinto serial da quarta temporada clássica da série de ficção científica britânica Doctor Who, que foi transmitido originalmente em quatro partes semanais entre 14 janeiro de 1967 e 4 de fevereiro de 1967. Foi escrito por Geoffrey Orme e dirigido por Julia Smith. A história constitui a primeira viagem de Jamie McCrimmon como um dos acompanhantes do Segundo Doutor.
Apenas dois dos quatro episódios deste serial — o segundo e terceiro — foram preservados nos arquivos da BBC; os outros dois continuam perdidos. O episódio 2 é o primeiro episódio sobrevivente a contar com Patrick Troughton como Segundo Doutor e de Frazer Hines como Jamie.

## Enredo
O Segundo Doutor, Polly, Ben e Jamie são capturados pelos sobreviventes de Atlântida quando chegam a uma ilha vulcânica deserta. Seu sumo sacerdote, Lolem, decide sacrificá-los ao grande deus Amdo. O Doutor recebe uma refeição e percebe que ela deve ter sido preparada pelo professor Zaroff, um cientista desaparecido que se presume estar morto. O Doutor envia uma nota a ele, que os resgata. Zaroff planeja tirar Atlântida do mar e pretende fazê-lo com a ajuda do Doutor e de seus acompanhantes. Polly é levada por Damon para uma cirurgia de conversão em uma pessoa-peixe, enquanto Ben e Jamie são levados para trabalhar em uma mina.
Quando o Doutor descobre os planos de Zaroff para Polly, ele corta a força do laboratório, o que lhe dá tempo para escapar de Damon com a ajuda de uma criada chamada Ara. Zaroff diz ao Doutor que planeja drenar o mar para que Atlântida possa voltar à superfície. O Doutor imediatamente percebe que isso destruirá a Terra e escapa para encontrar uma solução e procurar seus acompanhantes. Enquanto isso, na mina, Ben e Jamie partem com dois marinheiros naufragados, Sean e Jacko, em busca de uma rota de fuga. Isso os leva ao esconderijo de Polly, o templo de Amdo. O Doutor encontra um padre chamado Ramo ao longo do caminho e conta os planos de Zaroff. Ramo leva o Doutor a Thous, rei de Atlântida, para convencê-lo do perigo em que eles estão. Thous não acredita no Doutor e fica do lado de Zaroff.
O Doutor e o padre são levados para serem sacrificados a Lolem no templo de Amdo. Eles são salvos por Ben fingindo a voz da estátua de Amdo e dando a eles a chance de escapar. Embora isso convença Lolem, Zaroff permanece suspeito e está determinado a encontrá-los. O Doutor decide causar uma revolução e cria um plano para sequestrar Zaroff e convencer o povo-peixe a criar uma escassez de alimentos. Isso sucede com a ajuda dos acompanhantes do Doutor, Sean, Jacko e do padre Ramo. Eles levam Zaroff ao templo de Amdo, onde Ramo e Polly são deixados como seus guardas. Zaroff finge uma apreensão, apunhala Ramo e leva Polly como refém. Ramo sobrevive e avisa o Doutor, o que dá a Jamie, Sean e Jacko a chance de resgatar Polly. Zaroff é capaz de escapar e vai direto para Mil. Mil começa a se preocupar com a greve entre o povo-peixe e percebe que Zaroff está louco. Ele imediatamente ordena que ele pare seus planos, mas isso irrita Zaroff, que atira em Thous e seus protetores reais.
Com Zaroff fora de vista, o Doutor encontra Thous sangrando, mas vivo, e o leva ao templo de Amdo por segurança. Ele planeja parar Zaroff afundando ainda mais Atlântida, para que o reator e o laboratório de Zaroff possam ser destruídos. O Doutor e Ben causam um vazamento de radiação para colocar seu plano em ação, enquanto Sean e Jacko alertam os atlantes para que cheguem a um nível superior. As paredes de Atlântida começam a desmoronar, mas Polly e Jamie conseguem encontrar uma saída para a superfície. Quando o Doutor e Ben encontram Zaroff, ele está determinado a não deixar que nada o pare, nem mesmo as inundações. Eles são capazes de enganar Zaroff e trancá-lo fora de seu laboratório bem a tempo, mas ele não desistir, mesmo morrendo afogado. O Doutor e Ben seguem para a superfície onde se reúnem com Jamie e Polly. Sabendo que muitos terão sobrevivido à crise, o Doutor e seus acompanhantes fogem na TARDIS.

## Produção
| Episódio | Título        | Duração | Exibição original      | Audiência no Reino Unido (milhões) | Arquivo                                   |
| -------- | ------------- | ------- | ---------------------- | ---------------------------------- | ----------------------------------------- |
| 1        | "Episódio 1"† | 24:18   | 14 de janeiro de 1967  | 8,3                                | Existem apenas fotogramas e/ou fragmentos |
| 2        | "Episódio 2"  | 25:00   | 21 de janeiro de 1967  | 7,5                                | 16mm t/r                                  |
| 3        | "Episódio 3"  | 24:09   | 28 de janeiro de 1967  | 7,1                                | 16mm t/r                                  |
| 4        | "Episódio 4"† | 23:20   | 4 de fevereiro de 1967 | 7,0                                | Existem apenas fotogramas e/ou fragmentos |

↑†  Episódio está perdido.
Os títulos sugeridos para esta história incluem Under the Sea, Atlanta e The Fish People. A história deste script é particularmente problemática. Após sua comissão, foi retirado do cronograma de produção, em parte devido a preocupações de que exigiria um orçamento mais alto do que o disponível. Um novo roteiro de William Emms, "The Imps", foi contratado para substituí-lo; Emms, no entanto, posteriormente adoeceu. Quando se percebeu que era improvável que ele fosse capaz de concluir as mudanças no roteiro, que deveria começar a ser filmado em um mês, o roteiro original, agora intitulado "The Underwater Menace", foi trazido de volta à programação. Uma complicação adicional surgiu porque Frazer Hines foi contratado como membro regular do elenco apenas um mês antes do início da produção da série, e seu personagem, Jamie, teve que entrar no roteiro. Devido a todos esses problemas, os episódios individuais foram gravados apenas uma semana antes de serem transmitidos. As gravações ocorreram nos estúdios Riverside, em Hammersmith.
Em dezembro de 2011, a BBC anunciou que o episódio 2, anteriormente perdido, havia sido descoberto entre o material comprado pelo ex-engenheiro de TV Terry Burnett, com apenas alguns cortes da censura australiana. Os quadros ausentes ainda estavam guardados nos Arquivos Nacionais da Austrália e, uma vez re-incorporados, tornaram o episódio completo pela primeira vez desde que a fita mestra foi apagada em julho de 1969.
O ator Patrick Troughton estava particularmente infeliz com a produção. É relatado que ele descreveu o programa como tendo "roupas e maquiagem ridículas para os peixes". O produtor Innes Lloyd concordou, admitindo que "parecia algo de um filme americano B dos anos 50".

## Recepção
David Howe e Stephen Walker do Doctor Who: The Television Companion não ficaram impressionados com a história, afirmando que, apesar do diálogo razoável, cenários e efeitos eficazes, de outra forma era "muito difícil encontrar algo de bom a dizer sobre esta história, que é sem dúvida o mais fraco da segunda era do Doutor, se não dos anos sessenta como um todo".
Paul Mount, da Starburst, disse que o serial era "brega, barato e não sútil", mas parcialmente redimido por "uma excelente performance de Patrick Troughton, que estava muito acima do material lamentável".
Ian McArdell da CultBox  recebeu a história de forma mais positiva elogiando o desempenho "maravilhosamente carismático" de Troughton e "genuinamente assustador" de Joseph Furst como Zaroff. Ele observou, no entanto, que as roupas do povo-peixe eram "francamente bizarras" e "sua sequência de balé flutuante do episódio 3, embora ambiciosa, falhou".
Andrew Blair, do Den of Geek, escolheu The Underwater Menace como uma das dez histórias de Doctor Who que dariam ótimos musicais.

## Lançamentos comerciais

### Impressão
Um romance deste serial, escrita por Nigel Robinson, foi publicada pela Target Books em fevereiro de 1988.

### Home media
Como em todos os episódios ausentes, existem gravações externas da trilha sonora devido aos esforços dos fãs contemporâneos. Em fevereiro de 2005, eles foram lançados em CD, acompanhados pela narração de Anneke Wills. O episódio três foi lançado em VHS em 1998, junto com o documentário "The Missing Years". Mais tarde, foram incluídos no conjunto de DVD Lost in Time; vários clipes breves de trechos sobreviventes também foram incluídos.
O episódio 2, encontrado em dezembro de 2011, foi inicialmente preparado para ser lançado em DVD em 2014. Após um longo período de incerteza, a BBC confirmou a data de lançamento em 26 de outubro de 2015. Os dois episódios sobreviventes são complementados por reconstruções dos dois episódios ausentes, usando áudio e fotos restaurados pela produção.